# 衡器
衡器（weighing instrument）是通过作用在物体上的重力来确定该物体质量的一种计量仪器。在古代没有物理学质量的概念，因而衡器在当时是称量“重量”的器具，因而译为“weighing”instrument；然而，现代科学的意思是指取得物质“质量”指标的工具。

## 衡器结构
主要有：承重工具，转换系统，标示系统。承重工具一般是指承托需要称量的容器或者承受面。转换系统是一种能够将所称物料的重力转换成标示系统中基础的数据输入，如力或电信号等。标示系统则是将转换系统的力或电信号等转换成人能够理解的符号，如多少Kg，多少磅等。

## 衡器的种类
地上衡、皮带秤、吊秤、配料秤、定量秤、电子称、台秤、轨道衡、计价秤

### 现代衡器
现代衡器主要以电子衡器的形式出现：电子计价秤、电子台秤、电子地上衡、电子皮带秤、电子吊秤和电子轨道衡。
现代衡器不仅在称量准确度有大幅提升，而且稳定性，耐用性都较一般物理机械的性能要优胜。

## 衡器行业
衡器行业是一个提供计量装备的基础行业，应用广泛。其技术水平和产品质量，直接影响到国民经济、科学研究、国防建设和内外贸易的发展。一些重要，对衡器有特殊要求的行业，例如制药工业，国家对衡器有严格的限制，进行定期、定点检测。